# Blotting DNA
Blotting DNA – transfer DNA z żelu agarozowego lub żelu poliakrylamidowego na membranę (filtr) hybrydyzacyjną najczęściej w celu hybrydyzacji z sondą, będącą znakowanym jednoniciowym DNA komplementarnym do badanej sekwencji w próbie.

## Membrany (filtry) hybrydyzacyjne
Membrana hybrydyzacyjna wykonana jest najczęściej z nitrocelulozy lub nylonu. Na membranie celulozowej można wykonać hybrydyzację jednokrotnie (rzadko więcej niż jeden raz), a na membranie nylonowej – wielokrotnie (po usunięciu sondy użytej w pierwszej hybrydyzacji). Poza tym membrana nylonowa jest mniej krucha i nie wymaga zwilżania przed nałożeniem próby.

## Elektroforeza
Wykonuje się ją w żelu agarozowym o stężeniu około 0,8–1,5%. Dla dsDNA i dsRNA wykonuje się ją w warunkach denaturujących, tak by otrzymać formy jednoniciowe, które są wymagane do hybrydyzacji. Elektroforeza służy rozdzieleniu przestrzennemu cząsteczek kwasów nukleinowych według ich ładunku i masy, a więc ich wielkości.

## Transfer na membranę
W praktyce laboratoryjnej najczęściej wykorzystuje się następujące metody:
- transfer kapilarny (wykorzystuje on siły kapilarne, jest to najstarsza metoda transferu)
- transfer próżniowy (wykorzystuje podciśnienie wywołane próżnią przykładaną pod membranę)
- elektrotransfer (wykorzystuje przepływ ładunków elektrycznych na tej samej zasadzie co elektroforeza).

## Utrwalanie próby
Po transferze z żelu DNA jest wiązany z membraną przez naświetlanie UV (membrana nylonowa) albo zapieczenie w mikrofalówce lub suszarce (membrana nitrocelulozowa).